# One Shot 1986
One Shot 1986 - Le più belle canzoni dell'anno! è la settima raccolta di canzoni degli anni '80, pubblicata in Italia dalla Universal Music Italia srl su CD (catalogo 024 9 83949 6) nel 2006, appartenente alla serie One Shot 'aaaa', che fa parte della più vasta collana denominata One Shot.

## Il disco
Raggiunge la posizione numero 17 nella classifica degli album in Italia, risultando il 117° più venduto durante il 2006.
Le versioni proposte sono tutte rimasterizzazioni digitali a 24 bit delle edizioni originali.

## Tracce
Il primo è l'anno di pubblicazione del singolo, il secondo quello dell'album; altrimenti coincidono.

### CD 1
1. Caroline Loeb – C'est la ouate – 3:49 (Philippe Chany, Pierre Grillet, Caroline Loeb) – 1986, 1987
2. The Blow Monkeys – Digging Your Scene – 4:05 (Dr. Robert) – 1986
3. Robbie Nevil – C'est la vie – 3:03 (Robbie Nevil, Duncan Pain, Mark Holding) – 1986
4. Swing Out Sister – Breakout – 3:46 (Andy Connell, Corinne Drewery, Martin Jackson) – 1986, 1987
5. Pete Wylie – Sinful! – 3:55 (Pete Wylie) – 1986
6. Berlin – Take My Breath Away (da Top Gun) – 4:11 (testo: Tom Whitlock – musica: Giorgio Moroder) – 1986
7. Desireless – Voyage, voyage – 4:21 (Jean-Michel Rivat, Dominique Dubois) – 1986, 1989
8. Nick Kamen – Each Time You Break My Heart – 4:24 (Madonna, Stephen Bray) – 1986, 1987
9. Samantha Fox – Touch Me (I Want Your Body) – 3:43 (Jon Astrop, Peter Brian Harris, Mark Shreeve) – 1986
10. Level 42 – Lessons in Love – 4:01 (Wally Badarou, Mark King, Rowland Gould) – 1986, 1987
11. Stéphanie – Ouragan – 4:38 (testo: Marie Leonor – musica: Romano Musumarra) – 1986
12. Nu Shooz – I Can't Wait – 3:40 (John Smith) – 1986
13. Hipsway – The Honeythief – 3:10 (Grahame Skinner, Harry Travers, Johnny McElhone, Ally McLeod) – 1986
14. Bananarama – Venus – 3:39 (Robbie van Leeuwen) – 1986
15. El DeBarge – Who's Johnny (da Corto circuito) – 4:09 (Peter Wolf, Christina Wolf) – 1986
16. Billy Ocean – When the Going Gets Tough, the Tough Get Going (single version) – 4:07 (Wayne Anton Brathwaite, Barry Eastmond, Robert John "Mutt" Lange, Billy Ocean) – 1986
17. Kool & the Gang – Stone Love (single version) – 3:55 (Kool & the Gang) – 1987, 1986
18. Bruce Hornsby and the Range – The Way It Is – 4:57 (Bruce Hornsby) – 1986
19. Spandau Ballet – Through the Barricades – 5:55 (Gary Kemp) – 1986

Durata totale: 77:28

### CD 2
1. Run-DMC – Walk This Way (feat. Aerosmith) – 3:37 (Steven Tyler, Joe Perry) – 1986
2. Cameo – Word Up! – 4:15 (Larry Blackmon, Tomi Jenkins) – 1986
3. Wang Chung – Everybody Have Fun Tonight (album version) – 4:46 (Jack Hues, Nick Feldman, Peter Wolf) – 1986
4. Status Quo – In the Army Now (single version) – 3:40 (Robert Bolland, Ferdinand Bolland) – 1986
5. Alison Moyet – Is This Love? – 3:59 (Jean Guiot, Alison Moyet) – 1986, 1987
6. Europe – The Final Countdown (album version) – 5:09 (Joey Tempest) – 1986
7. Kim Wilde – You Keep Me Hangin' On – 4:15 (Brian Holland, Lamont Dozier, Edward Holland jr) – 1986
8. Paul Hardcastle con Carol Kenyon – Don't Waste My Time – 4:27 (Paul Hardcastle) – 1986, 1985
9. Cutting Crew – (I Just) Died in Your Arms – 4:33 (Nick Van Eede) – 1986
10. Boston – Amanda – 4:14 (Tom Scholz) – 1986
11. Sandra – In the Heat of the Night (album version) – 5:17 (testo: Markus Löhr, Klaus Hirschburger – musica: Michael Cretu, Hubert Kemmler) – The Long Play, 1985
12. Howard Jones – No One Is to Blame (single version) – 4:12 (Howard Jones) – 1986
13. Anita Baker – Sweet Love – 4:24 (Anita Baker, Gary Bias, Louis Johnson) – 1986
14. Timex Social Club – Rumors (album version) – 5:47 (Michael Marshall, Marcus Thompson, Alex Hill, Anthony Gilmour) – 1986
15. Hong Kong Syndikat – Too Much – 5:29 (Gerhard Gruenberg, Gerhard Plaez, Theissen Schmidt) – 1985
16. The Communards – You Are My World – 4:29 (Jimmy Somerville, Richard Coles) – 1985, 1986
17. Lionel Richie – Say You, Say Me (in Il sole a mezzanotte) – 4:01 (Lionel Richie) – 1985, 1986

Durata totale: 76:34